# Clase Nueva Esparta
Los destructores clase Nueva Esparta fueron una clase de destructores utilizados por la Armada de Venezuela. El barco líder recibió su nombre de Nueva Esparta, uno de los estados de Venezuela. Estos barcos se ordenaron en 1950 y fueron construidos por los astilleros Vickers-Armstrongs en Barrow-in-Furness entre 1951 y 1954.

## Marco histórico

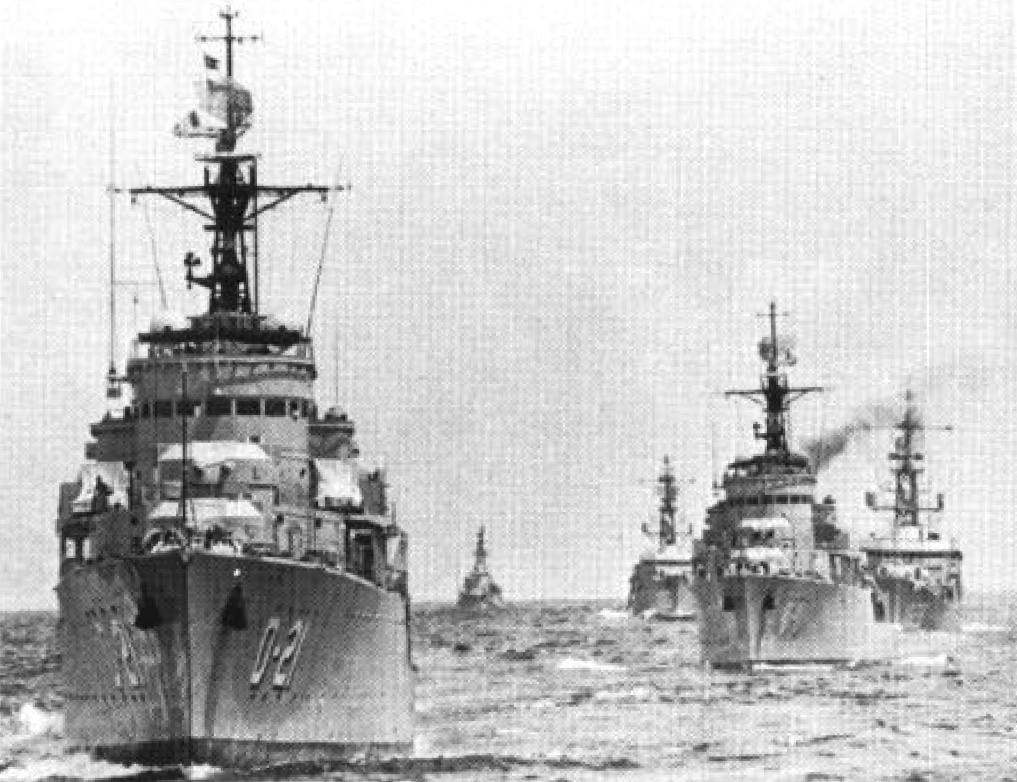
Embarcaciones en marcha durante el ejercicio UNITAS X, en 1969. La columna está dirigida por el destructor venezolano ARV Zulia (D-21).

Según refieren los investigadores de la web venezolana club FAV, en una reciente investigaciones realizadas por el British Public Records Office (Archivos nacionales británicos), en Londres, el especialista naval norteamericano, Norman Friedman encontró documentos relacionados con la estructuración del plan de flota que el gobierno venezolano en los años 50' planeaba construir.
Para los cual se habría comisionada al astillero Vickers Armstrong Ltd la construcción en Gran Bretaña de un portaaviones de 25.000 toneladas, hecho totalmente desconocido hasta mayo de 2006 y un crucero de 8.000 toneladas, de una clase análoga a los tiger, del mismos modo trascendió a nivel documental el eterno conflicto de Washington para dotar de armas suficientes a sus aliados suramericanos como para hacer frente a la creciente amenaza comunista de la época, de esto destaca la intención del entonces presidente de la república teniente coronel Marcos Pérez Jiménez de comprar de paquete y lo mejor que hubiese disponible.	Sobre esto Foreign Office (cancillería británica) les alego su pleno y soberano derecho a venderle armas a Suramérica.
Adicionalmente han referido citando como fuente al experto naval Dave Baker quien publicó un artículo al respecto en la publicación de la The International Naval Research Organization –INRO-, según la cual para enero de 1958 habían sido presentados cuatro diseños, dos de los cuales tenían el mismo casco y el mismo sistema de propulsión, pero en uno de ellos dos montajes de misiles antiaéreos estaban instalados en la sección de popa en lugar de una torre gemela de 8 pulgadas.
Cabe destacar que se refiere que Venezuela insistió en un buque de aproximadamente 8.000 toneladas armado con montajes dobles de 6 pulgadas similares a la de los cruceros clase Tiger, la discusión de diseño se centró entonces entre montantes dobles o triples de 6”, este proyecto dio la traste tras ser derrocado el dictador. El caso es que para el 30/04/1949 el plan de las fuerzas navales venezolanas incluida:
1 Portaaviones (Ingeniería Conceptual)

1 Crucero (Ingeniería de detalles)

3 destructores pesados (construidos Clase Nueva Esparta)

6 Destructores livianos (Construidos Clase Almirante Clemente)

4 Submarinos (1 usado del US Navy)

12 Patrulleras (Ingeniería de Detalles)

2 Dragaminas (Ingeniería Básica)

1 Transporte para la infantería de marina (Construido)
Estas naves fueron solicitadas en los años 50 y fueron construidas por Vickers Armstrong barrow-in-Furness entre 1951 a 1954, con excepción de los destructores livianos y el transporte para la infantería de marina.

## Origen de los nombres
Las naves Nueva Esparta son un derivado de los Destructores Clase Battle luego de la tercera modificación (Battle Batch 3).

Nominalmente los Destructores son bautizados con nombres de ciudades o territorios y para este caso se aplicaron los siguientes:

D-11 Nueva Esparta como claro homenaje a los hombres y mujeres de los territorios insulares quienes habían tenido un desempeño excepcional en la guerra de la independencia, de entre destacan Luisa Cáceres de Arísmendi y su esposo Juan bautista Arísmendi, ella fue hecha prisionera y se negó a pedir a su esposo la rendición de la plaza bajo su responsabilidad; “Que él cumpla con su deber que sabré como cumplir con el mío” y él dijo “Digan al comandante español que sin patria no quiero esposa”, cabe destacar también la aplastante victoria en el cerro de matasiete en, que le ganaron a los próceres y heroínas nativos de Margarita la comparación con los antiguos espartanos.

D-21 Zulia como homenaje a la última batalla que selló el fin del dominio español, la Batalla naval del Lago de Maracaibo y en homenaje a la inmensa fuente de riquezas que ese estado representa.

D-31 Aragua rinde homenaje al estado homónimo. Hereda este nombre del Cañonero Aragua (1929- 1941).

Es importante destacar que la nave Aragua presentaba una serie de diferencia de configuración respecto a las naves Zulia y Nueva Esparta, que ha en muchos casos ha indicado es un Subclase de la Clase Nueva Esparta.

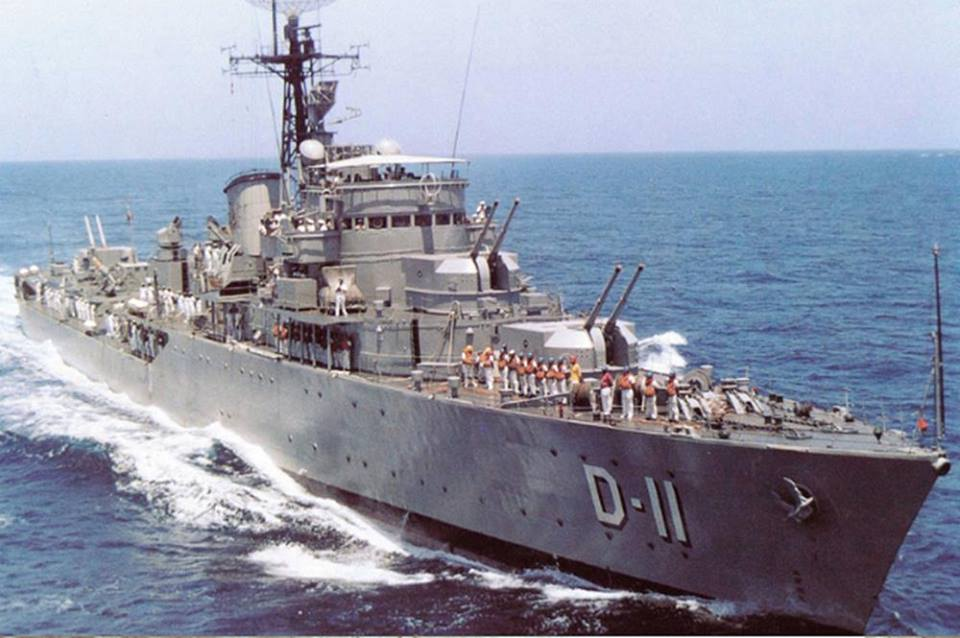
ARV Nueva Esparta D-11, en UNITAS XI
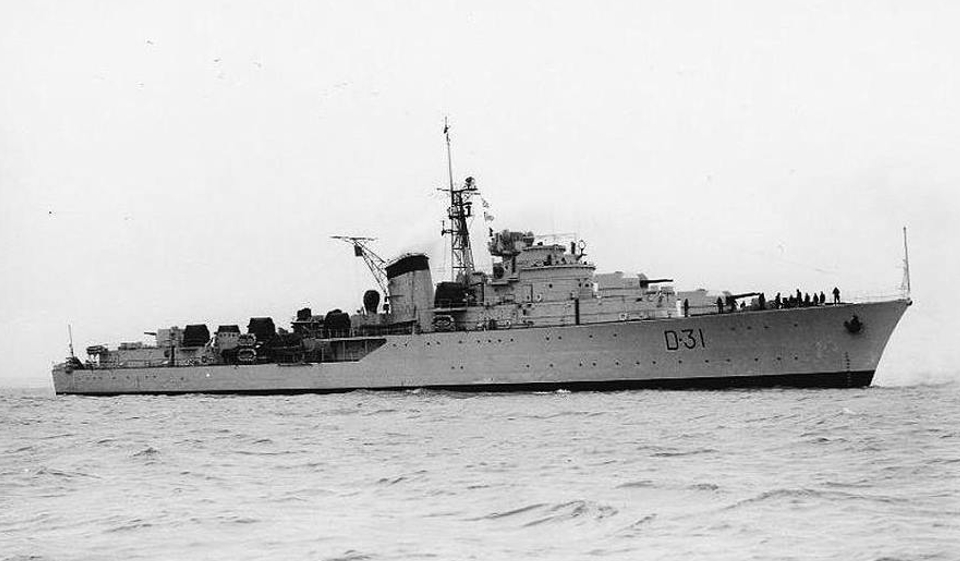
ARV Aragua D-31, 1957

[[Archivo:|thumb]]

## Especificaciones técnicas clase Nueva Esparta
Sin considerar los domos de sonar y otros apéndices, a diferencia de las naves Clase Almirante Clemente las naves Nueva Esparta por su diseño de quilla eran ideales para su uso en profundidades fluviales prohibitivas para otras de idéntico tonelaje de desplazamiento, mientras que sus naves de escolta por la característica de sus hidro-estabilizadores, no eran aptas para navegar profundidades inferiores a los 9 m, mientras que un Nueva Esparta podía aventurarse hasta los 6 m .

### Historial de servicio
| Código. | Nombre.       | Nro Quilla. | Quilla.    | Fecha Botadura. | En Servicio. | Reparaciones. | Moder. | Mtto Mayor. | Estatus.                 | Fuera de Servicio. | Vida útil. |
| ------- | ------------- | ----------- | ---------- | --------------- | ------------ | ------------- | ------ | ----------- | ------------------------ | ------------------ | ---------- |
| D11     | Nueva Esparta | 1009        | 24/07/1951 | 19/11/1952      | 08/12/1953   | 1959          | 1960   | 1968/69     | Hundido                  | 1978               | 25,08      |
| D21     | Zulia         | 1010        | 24/07/1951 | 29/06/1953      | 14/02/1956   | 1959          | 1960   | N/A         | Museo Flotante - Hundido | 1983               | 29,32      |
| D31     | Aragua        | 1036        | 29/06/1953 | 27/01/1955      | 14/02/1956   | 1959          | N/A    | N/A         | Hundido                  | 1975               | 19,89      |

Dimensiones: 402' x 43' x 12' 9" ft , 221,5 x 13,1 x 5,8 m

Líneas de agua 384'
Desplazamiento: 2.600,00 ton a carga completa 3.670,00 ton

Planta Motriz 2 Turbinas Parsons.

Potencia 50.000, CV al freno.

Artillería 3 Cañones dobles mark IV 4,5" y 8 cañones dobles de 40 mm/60
2 tubos lanzatorpedos triples de 21"
2 lanza cargas de profundidad DCT y 2 rieles lanza cargas de profundidad

Velocidad 34,5 nudo

Alcance: 9.260,00 km @ 11 nudos

Tripulación: 254 tripulantes

### Sensores y equipo de guerra electrónica
| Modelo      | Rango Máximo | Capacidades                                                                                 | Notas                 |
| ----------- | ------------ | ------------------------------------------------------------------------------------------- | --------------------- |
| FH-4        | 500          | Búsqueda en superficie y aérea, información de rumbo, clasificación                         | Pasivo RWR/ESM/SIGINT |
| Tipo 162    | 1            | Búsqueda, información de rango y rumbo                                                      | Sonar activo          |
| Tipo 170    | 3            | Búsqueda, información de rango y rumbo                                                      | Sonar activo          |
| Tipo 177    | 3            | Búsqueda, información de rango y rumbo                                                      | Sonar Activo/Pasivo   |
| Tipo 275 fc | 16           | Búsqueda en superficie y aérea, información de rango, información de rumbo, rango y altitud | Radar                 |
| Tipo 293    | 45           | Búsqueda en superficie y aérea, información de rango, información de rumbo, rango e IFF     | Radar                 |
| Tipo 974    | 25           | Búsqueda en superficie y aérea, información de rango, información de rumbo                  | Radar                 |

### Armamento y capacidades de tiro
| Montaje                            | Tasa de Tiro | Blindaje | Sensores a Bordo | Capacidad | Armas por Montaje                            |
| ---------------------------------- | ------------ | -------- | ---------------- | --------- | -------------------------------------------- |
| 8 x 40 mm/60 Dobles Bofors         | 1            | Ninguno  | Ninguno          | 42        | 42 x 40 mm/60 Dobles Bofors (máx 42)         |
| 2 x MK4 Squid                      | 180          | Ninguno  | Ninguno          | 3         | 3 x MK4 Squid (Máx 3)                        |
| 3 x 114 mm/45 Vickers MK IV Dobles | 5            | Ninguno  | Ninguno          | 23        | 23 x 114 mm/45 Vickers MK IV Dobles (Máx 23) |

### Parque por arma
| Tipo de Arma                    | Tasa de Tiro | Blindaje | Capacidad | Almacén                                 |
| ------------------------------- | ------------ | -------- | --------- | --------------------------------------- |
| 114mm/45 Vickers MK IV (x 3 V2) | 3            | Ligero   | 900       | 900 x 114 mm/45 Vickers MK IV (Máx 900) |
| MK4 Squid                       | 15           | Ninguno  | 20        | 20 x MK4 Squid (Máx 20)                 |
| 40mm/60 Dobles Bofors (x 4)     | 4            | Ninguno  | 800       | 800 x 40 mm/60 Dobles Bofors (Máx 800)  |

### Comunicaciones y enlaces
| Nombre | Tipo  | Alcance | Canales | Descripción   |
| ------ | ----- | ------- | ------- | ------------- |
| HF     | Radio | 300     | 10      | HF Seguro     |
| VHF    | Radio | 100     | 10      | VHF Seguro    |
| UHF    | Radio | 100     | 10      | UHF Seguro    |
| HF     | Radio | 300     | 10      | HF No Seguro  |
| VHF    | Radio | 100     | 10      | VHF No Seguro |
| UHF    | Radio | 100     | 10      | UHF No Seguro |

### Firmas de sensores
| Tipo de Firma | Frontal | Lateral | Posterior |
| ------------- | ------- | ------- | --------- |
| Sonar Pasivo  | 95      | 96      | 97        |
| Sonar Activo  | 16      | 27      | 17        |
| Visual        | 110     | 151     | 110       |
| IR            | —12     | 67      | 18        |
| Radar         | 71      | 140     | 71        |

## Historial de modificaciones
1959 Nueva Esparta y Zulia

Se instalaron 2 morteros lanza squid en reemplazo de tubos lanzatorpedos.

1968-9 Nueva Esparta

Se instalaron 2 lanzamisiles tipo SAM seacat, reemplazando 6 cañones dobles de 40 mm

1963-4 Aragua

Aplica todas las anteriores

## Arreglo del Comando de Unidades Flotantes
Con este nombre se conocía en los años 50, lo que actualmente es denominado "Comando de Escuadra"
1.ª División
- D11 Nueva Esparta (Destructor Clase Nueva Esparta)
- D12 Almirante Clemente (Destructor Clase Almirante Clemente)
- D13 General Flores (Destructor Clase Almirante Clemente)

2.ª División
- D21 Zulia (Destructor Clase Nueva Esparta)
- D22 General Moran (Destructor Clase Almirante Clemente)
- D23 Almirante Brion (Destructor Clase Almirante Clemente)

3.ª División
- D31 Aragua (Destructor Clase Nueva Esparta)
- D32 General Austria (Destructor Clase Almirante Clemente)
- D33 Almirante García (Destructor Clase Almirante Clemente)

## Historia no contada del 23 de enero de 1958
El primer signo inequívoco del deterioro del régimen fue la trampa en el referéndum de diciembre, sin embargo no fue obvio para la sociedad civil que el malestar en las Fuerzas Armadas era tan poco manejable hasta la intentona del 1 de enero, acción que rápidamente puso en vilo la vida de los conspiradores en el resto de las Fuerzas Armadas que alcanzó un punto álgido cuando se destituyó y exilió al Ministro de guerra y marina General Rómulo Fernández el 9 de enero, acción que implicó el poco recordado alzamiento de la armada del 10 de enero tras la orden de desarme impuesta por el régimen de Caracas.
Para la madrugada del 16 la armada que se había alzado estaba asaltando el arsenal de la base naval de Puerto Cabello, para armar costa afuera los cañones navales de las naves D11 Nueva Esparta, D21 Zulia y D31 Aragua, acción realizada por las naves D32 General Austria y D23 Almirante Brión, acción que sirvió para frenar el paso de los bravos de apure que venían para apaciguar los ánimos caldeados de la capital.
Se recuerda apenas de esa fecha la marcha de los estudiantes del 19 de enero en la cual sacaron a desfilar una carroza alegórica con un burro que tenía la cara del ministro Prato, era el punto alto tras el pronunciamiento del movimiento estudiantil en la UCV en el 57, siendo el hecho más notable la huelga general del 21 que estalló en apoyo a las protestas estudiantiles.
Sin embargo, Marcos Pérez Jiménez estaba en Miraflores y se negaba a salir, la primera alerta para él fueron los intempestivos zarpes de las naves Querendon y 2 de diciembre, que implicaban ya que no podía salir por mar y que estaba aún en la carlota a tiro de los cañoneros de flota y para las 22.00 del 22 ya había ultimátum.
Todo lo demás es la historia oficial del 23 de enero de 1958, sin embargo en los actos del 50.º aniversario los asistentes a las sesiones solemnes de las Asamblea Legislativa del Zulia y la Cámara Municipal Cabimas, pudieron a nivel de entretelones escuchar de protagonistas de estos poco conocidos relatos de boca de la gente que estaba en la armada de la época, demostrando que la historia aún le debe un homenaje a aquellos quienes tras las más arduas, duras y austeras condiciones cumplieron cabalmente con su labor y son hoy en día desconocidos héroes de la democracia.

## El museo flotante ARV ZULIA
En el año 1978 la nave Zulia junto con el Nueva Esparta fueron desincorporados del inventario de la armada venezolana, el Zulia se decidió donarlo a la Universidad del Zulia para convertirlo en un museo flotante, hecho concretado en 1983 y fue presentado en el desfile aniversario del Bicentenario del Libertador.
La nave fue abandonada por sus custodios, se hundió y se transformó en un obstáculo a la navegación, la intentaron reflotar durante 4 meses y se debió recurrir a maquinistas de la flota de Lagoven S.A. quienes habían servido en la flota en los años 50 para poder rescatar la nave, luego de eso, la custodia de la nave fue solicitada por la Capitanía de Puerto de Maracaibo, sin embargo la armada negó toda posibilidad al remolcar la nave y hundirla como blanco naval, a la madrugada del siguiente día de culminadas las acciones de reflotamiento.
Con el hundimiento del ARV Zulia y años antes de las naves D-32 Austria y D-23 Brión, la nación venezolana sacrificó no solo cascos y superestructuras en óptimas condiciones, sino que hundió las naves que respaldaron las acciones cívico-militares del 23 de enero de 1958,

## Acciones internacionales
- Las naves participaron en la fuerza de tarea durante la Crisis de los misiles de Cuba